# Кіт-Війтенко Ілля Павлович
Ілля́ Па́влович Кіт-Війтенко (до серпня 1918 — Кіт Ілля́ Па́влович; нар. 1898, Трудовач, Золочівський повіт, Східна Галичина — пом. 1977, Москва, РРФСР, СРСР) — український радянський військовий діяч, комбриг РСЧА (1935), учасник Громадянської війни в Росії, репресований у роки Великого терору, згодом реабілітований. Член ВКП(б) з серпня 1918 року.

## Біографія

### Походження
Народився 1898 року в селі Трудовач Золочівського повіту (нині Золочівський район Львівської області) у селянській родині.
У 1914 році закінчив гімназію в місті Золочеві та добровільно вступив до Легіону українських січових стрільців. З того ж року по 1 червня 1916 — стрілець 4-ї сотні УСС. Влітку 1916 року пройшов курс офіцерської школи у Східній Галичині.

### Участь у Громадянській війні в Росії
У званні хорунжого до серпня 1916 року служив в австро-угорській армії. Після поранення потрапив у російський полон поблизу Бережан і утримувався в таборі на станції Дивізіонна на Забайкаллі.
З травня 1918 року — доброволець Червоної армії. Брав участь у боях проти військ Чехословацького корпусу та козачих загонів отамана Семенова. Після повалення радянської влади в Забайкаллі працював у підпіллі у Владивостоці, де жив за документами, виданими Центральною Радою. Двічі арештовувався білою контррозвідкою.
У грудні 1919 року перейшов лінію фронту в районі станції Боготол і прибув до Томська. З лютого 1920 року — помічник командира Томського інтернаціонального загону, що формувався з колишніх військовополонених. Згодом — командир окремого батальйону ВЧК. У 1921—1923 роках — командир загону особливого призначення, командир і військовий комісар 24-го Новосибірського полку особливого призначення, командир і військовий комісар 62-го Новоросійського стрілецького полку 21-ї Пермської стрілецької дивізії.

### Після Громадянської війни
Після війни перебував на відповідальних посадах у військах і навчальних закладах РСЧА. Протягом 1923—1926 років навчався у Військовій академії імені Михайла Фрунзе. З 1926 року — командир і військовий комісар 28-го стрілецького полку 10-ї стрілецької дивізії у селі Грязовець Вологодської губернії. Кандидат на направлення до Китаю як військовий радник.
Володів англійською, німецькою та польською мовами. З вересня 1928 року — ад'юнкт Військової академії імені Фрунзе. У 1930 році перебував у службовому відрядженні в Німеччині. З листопада 1930 року поєднував посади ад'юнкта та помічника начальника організаційно-методичного відділу штабу академії, з січня 1934 — начальник штабу академії.

### Репресії
У лютому 1936 року був усунутий з посади та заарештований у зв'язку з масовим обмороженням (257 осіб) слухачів академії під час лижного пробігу 10 лютого 1936 року при температурі -26 °C. Як керівник пробігу засуджений Військовою колегією Верховного суду СРСР 10 березня 1936 року до двох років позбавлення волі. Покарання відбував у Вязьмалазі, де працював начальником штабу воєнізованої охорони.
Завдяки клопотанням впливових осіб Народного комісаріату оборони СРСР (зокрема Михайла Тухачевського, Яна Гамарника, Августа Корка та інших) постановою ЦВК СРСР 15 листопада 1936 року достроково звільнений.
У листопаді 1936 року відновлений у кадрах РСЧА, призначений начальником штабу 86-ї Казанської стрілецької дивізії за наполяганням командувача Приволзького військового округу Павла Дибенка. Однак вже 10 вересня 1937 року звільнений у запас за політичною недовірою.

### Подальші арешти та заслання
16 вересня 1937 року знову заарештований. Особливою нарадою при НКВС СРСР 17 листопада 1939 року засуджений до 8 років ув'язнення за звинуваченням у шпигунстві на користь Німеччини та участі у військовій змові. Покарання відбував у Каргопольському виправно-трудовому табору в Архангельській області.
У 1943 році, вже перебуваючи в таборі, засуджений військовим трибуналом НКВС за антирадянську агітацію до 10 років позбавлення волі з поглинанням попереднього строку.
Звільнений з табору в листопаді 1952 року, направлений на заслання до Воркути, де працював техніком в управлінні «Спецмонтаж» комбінату «Воркутавугілля», а згодом — начальником технічного постачання управління «Спецмонтаж» тресту «Особпроектмонтаж» Мінбуду вугільної промисловості СРСР без права виїзду.

### Реабілітація
9 червня 1956 року реабілітований Військовою колегією Верховного суду СРСР. Після реабілітації мешкав у Москві, де займався громадською та науковою роботою у Військово-науковому товаристві при Центральному будинку Радянської армії.
Помер в Москві у 1977 році у віці 79 років.

## Звання
- хорунжий (липень 1916)
- комбат (1919)
- комбриг (1935)
- полковник (1956)

## Нагороди
- Орден Червоної Зірки (1934, знак ордена № 214) — за видатну навчально-педагогічну роботу та відмінне керівництво підготовкою слухачів Академії.